# アーチャー対戦車自走砲
アーチャー対戦車自走砲（アーチャーたいせんしゃじそうほう）、17ポンド自走砲型バレンタイン Mk.I “アーチャー”（英語: Self Propelled 17-pdr, Valentine, Mk I, Archer）は第二次世界大戦中のイギリスでバレンタイン歩兵戦車のシャーシを元に開発された対戦車自走砲である。

## 開発と設計
17ポンド砲は優れた能力を有する対戦車砲だった。一方で、サイズ・重量ともにかさんだために戦場での移動には車両による牽引が必要であり、防御戦はともかくとして攻勢の際に真価を発揮させることは難しかった。そのため、17ポンド砲を車両に搭載し機動力を持たせる試みがなされることとなった。台車としては、生産継続中であるにもかかわらず新兵器の登場により急速に旧式化しつつあったバレンタイン歩兵戦車が選ばれた。同時に、チャレンジャーやシャーマン・ファイアフライといった17ポンド砲搭載戦車の開発も急がれた。
バレンタイン歩兵戦車は比較的小型の車両であり、17ポンド砲を砲塔に搭載することは不可能だった。代わりに砲塔のあった部分に背の低い単純な形状のオープントップ式戦闘室が設けられ、車体の後方へ向けて主砲が取り付けられた。この主砲配置のため全長を短く抑えることができた。
当初、主砲を後ろ向きに配したことで運用上の制約が生じると思われていたが、実際には敵に攻撃を加えた後に、車体の向きを変えることなく迅速に別の射撃位置に移動することが可能という長所となり得ることが判明した。その低姿勢と相まってアーチャー対戦車自走砲は優れた待ち伏せ兵器として威力を発揮できた。
なお、本車について「操縦席が砲尾と干渉する位置にあるため、操縦手は射撃時は退避しなくてはならなかった」と解説されていることがあるが、閉鎖器は操縦席の真後ろに位置しているものの、主砲を発射しても砲尾が操縦席部分まで後座することはないため、射撃時に操縦手が車外へと退避する必要はない。

## 生産・運用

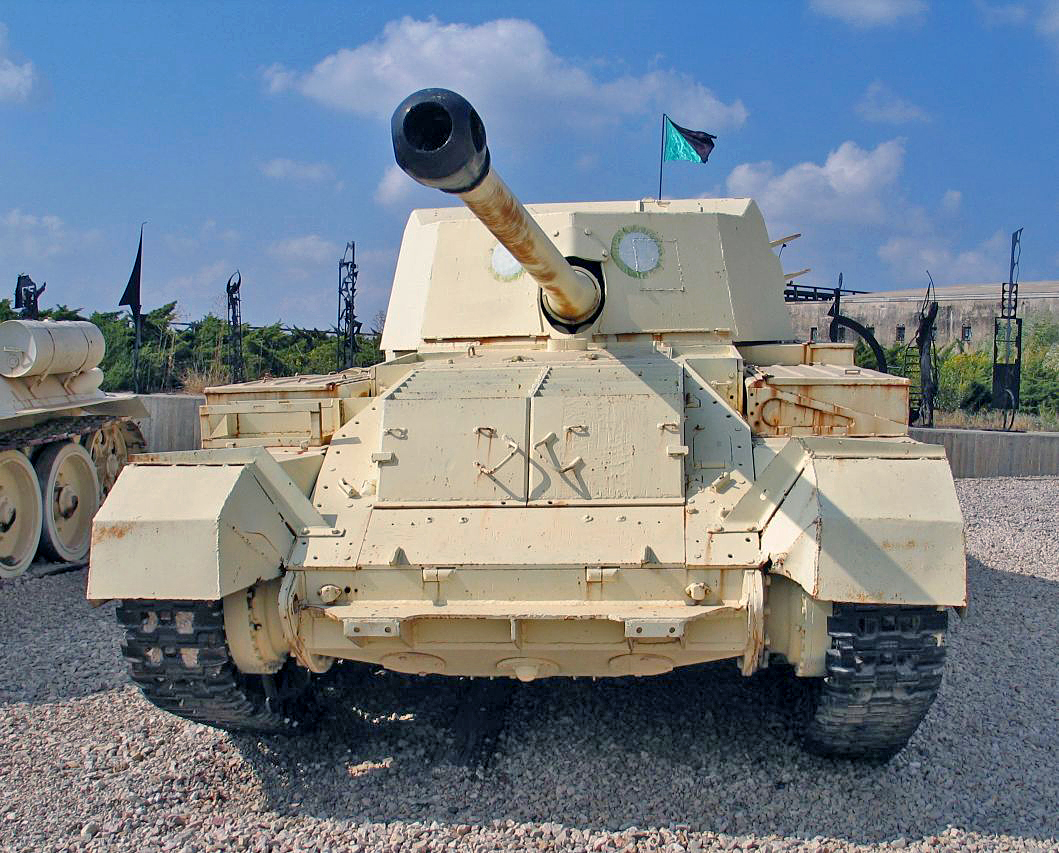
ラトルン戦車博物館に展示されるアーチャー。エジプト軍からの鹵獲品

アーチャーの生産は1943年中ごろに開始され、1944年10月に実戦配備、以降は西部戦線やイタリア戦線で戦った。戦争終了時点での生産数は655両だった。
アーチャーは自走砲に分類され、騎兵隊や王立戦車連隊ではなく王立砲兵連隊が運用した。3インチ自走砲M10ウルヴァリンや派生系の17ポンド自走砲M10アキリーズも同様に砲兵の管轄にあった。
第二次世界大戦後に、中東にあった英連邦軍の一部の車両はエジプト軍に引き継がれた。その中にはアーチャー200両も含まれており、第二次中東戦争では対戦車陣地の外周部に巧みに配置されて敵軍を待ち伏せ、イスラエル機甲部隊に手痛い損害を与えている。エジプトの他、ヨルダンには1956年に36両のアーチャーが引き渡されている。
残存車両はイスラエルのラトルン戦車博物館、オランダの国立オーバールーン歴史博物館、イギリスのボービントン戦車博物館で展示されている。

## 派生型
アーチャーの派生型として、1944年に主砲を25ポンド野戦榴弾砲に変更した車両が試作されており、25ポンド自走砲型バレンタンイン Mk.I アーチャー（英語: Self Propelled 25pdr, Valentine, Mk I, Archer）の名称が与えられていた。
この車両はアーチャーと同じくバレンタイン歩兵戦車の車体に25ポンド砲を搭載した自走砲であるビショップ自走砲(Ordnance QF 25-pdr on Carrier Valentine 25-pdr Mk 1 "Bishop")が、実戦での運用の結果「車高が高くて目立ちやすい」「密閉式戦闘室のために車内空間に余裕がなく、狭苦しくて砲が扱いづらい」という難点を指摘されたため、車高が低くオープントップ型で車内空間に余裕のあるアーチャーの主砲を25ポンド砲に変更したものである。
テストの結果25ポンド砲の搭載に何ら問題はなく、ビショップで指摘された問題も解決されたが、ビショップの重大な欠点とされた「砲の搭載方式上から大きな仰角が取れず、更に後座時に砲尾が車体と干渉する事を防ぐために主砲の仰角が制限されたことで、射程が牽引式25ポンド砲の半分しかない」という点はアーチャー車体に搭載した場合でも解消できず、アメリカ合衆国よりM7 “プリースト”自走砲が供与されることになったことと、M7とほぼ同様の性能を持つ国産のセクストン 25ポンド自走砲が開発されたため、量産はなされず、試作のみに終わった。
また、主砲を搭載せず、その分弾薬の搭載量を増加させた弾薬運搬車型が、17ポンド砲用／25ポンド砲用の2種類構想されたが、いずれも構想のみに終わっている。

## 登場作品
『R.U.S.E.』
イギリスの駆逐戦車として登場。
『War Thunder』
イギリス陸軍の駆逐戦車として登場。史実同様に砲口と逆向きに前進。
『World of Tanks』
イギリス駆逐戦車Archerとして開発可能。
こちらは史実とは逆に砲口側に前進し、前進より後進(ベースとなったバレンタインⅡにおける前進)の方がかなり早いという個性的な車両となっている。
『バトルフィールドⅤ』　
「バレンタインアーチャー」の名でイギリス側の戦車として登場。扱い易いが威力は高く、ドイツの重戦車に対抗出来る強力な自走砲となっている。
砲ロ側に前進する。
『トータル・タンク・シミュレーター』
英国の最初の駆逐戦車ARCHERとして登場。砲ロ側に前進する。オープントップのため中にいる搭乗員だけがやられやすい。